# Barbara Kay
Barbara Kay est une chroniqueuse au journal canadien National Post.
Kay est une diplômée de l'université de Toronto où elle obtient un baccalauréat en littérature anglaise. Elle obtient une maîtrise ès arts de l'Université McGill et plus tard enseigne la littérature à l'Université Concordia et dans plusieurs cégep.
Commençant sa carrière de journaliste en tant que critique de livres, Kay se dirige vers l'écriture de textes d'opinion pour le Post avant de devenir chroniqueuse en 2003.
Elle était également contributrice et membre du conseil de la revue Cité libre refondée dans les années 1990.
En 2006, elle est critiquée pour une série d'articles accusant des politiciens du Québec de soutenir le Hezbollah pendant le conflit israélo-libanais. En 2007, le Conseil de presse du Québec rend une décision condamnant Kay pour « provocation excessive » et « généralisations susceptibles de perpétuer des préjugés ».

## Famille et éducation
Barbara Kay est née en 1943 d'une mère américaine « intensément patriote » de Détroit (Michigan), et d'un père canadien de Toronto (Ontario).
Du côté paternel, ses grands-parents et quatre de leurs enfants ont émigré de Pologne au Canada en 1917. Ils se sont installés près d'une congrégation de synagogue d'immigrants polonais où ils ont trouvé une communauté d'immigrants juifs solidaires. Son grand-père achetait et revendait des « débarras dans une charrette tirée par des chevaux » à des clients parlant yiddish et, malgré leurs conditions précaires  et le fait que Zaide n'a jamais appris l'anglais, la famille ne s'est jamais sentie « isolée ou méprisée ». Bien qu'un seul membre de la fratrie du père de Kay soit allé à l'université, tous « se sont retrouvés solidement dans la classe moyenne. ». Les cousins de Barbara Kay, y compris les filles, ont « suivi des études universitaires » et ont eu des carrières réussies et prospères. Une des sœurs de Barbara Kay est l'administratrice publique canadienne Anne Golden.
Barbara Kay et ses sœurs grandissent à Forest Hill Village, à , un quartier "chic" de Toronto. elle fréquentent les écoles préparatoires publiques, puis le Forest Hill Collegiate Institute (FHCI). Alors que Kay écrit que sa génération n'avait pas connu l'antisémitisme, selon le Globe and Mail, l'Oakdale Golf & Country Club à North York, à Toronto, où Kay passe ses heures de loisirs dans sa jeunesse, a été fondé par « des Juifs blackboulés par le Rosedale Golf Club ». En 2004, l'historien canadien Irving Abella, co-auteur de None Is Too Many: Canada and the Jews of Europe 1933-1948, écrit que les clubs, comme le Rosedale Golf Club, étaient les « derniers bastions de restriction ».
Barbara Kay étudie à l'Université de Toronto où elle a obtient une licence de littérature anglaise. Elle décroche une maîtrise à l'Université McGill en 1966 et enseigne par la suite la littérature à l'Université Concordia et dans plusieurs cégep.
Barbara Kay est mariée à Ronny Kay. Ils ont deux enfants dont le journaliste Jonathan Kay.